# Trudon
Saint Trudon ou Trond ou Trudo (mort v. 693, Saint-Trond, Austrasie ; fête le 23 novembre) appartient à la première génération de missionnaires ayant œuvré en Belgique. Il est considéré comme l’apôtre de la Hesbaye.

## Biographie
Fils de nobles francs (sa mère Adela appartenant à la maison royale d’Austrasie), Trudon fut envoyé par saint Remacle à Metz pour y étudier à l’école cathédrale. À la fin de ses études, il fut ordonné prêtre (sans doute en 650) par saint Cloud (ou Clodulf) évêque de Metz. Revenu dans sa région natale de la Hesbaye, il prêcha l’Évangile aux populations encore païennes et construisit vers 656 une petite église sur ses terres, en y attachant un prieuré monastique, sorte de halte de moines missionnaires. Ce prieuré adopta la règle bénédictine au IXe siècle et devint un prospère monastère, à l’origine de la ville de Saint-Trond, en Belgique. Trudon est également le fondateur d'un couvent de moniales établi à Assebroek près de Bruges qui a porté son nom par la suite (Gallia Christiana, Paris, 1887, V, 281).

## Vénération
Trudon mourut vers 693 et fut enterré dans son église. Ses reliques furent plus tard transférées dans la cathédrale de Liège.  De nombreuses églises dans la Hesbaye (province de Limbourg, de Brabant et de Liège) portent le patronyme de Saint Trudon.

## Toponymie
Trudon a donné son nom à la ville de Saint-Trond, et vraisemblablement au village proche de Trognée (Hannut), dont l'étymologie serait "Domaine de Trudon".